# CoopVoce

CoopVoce

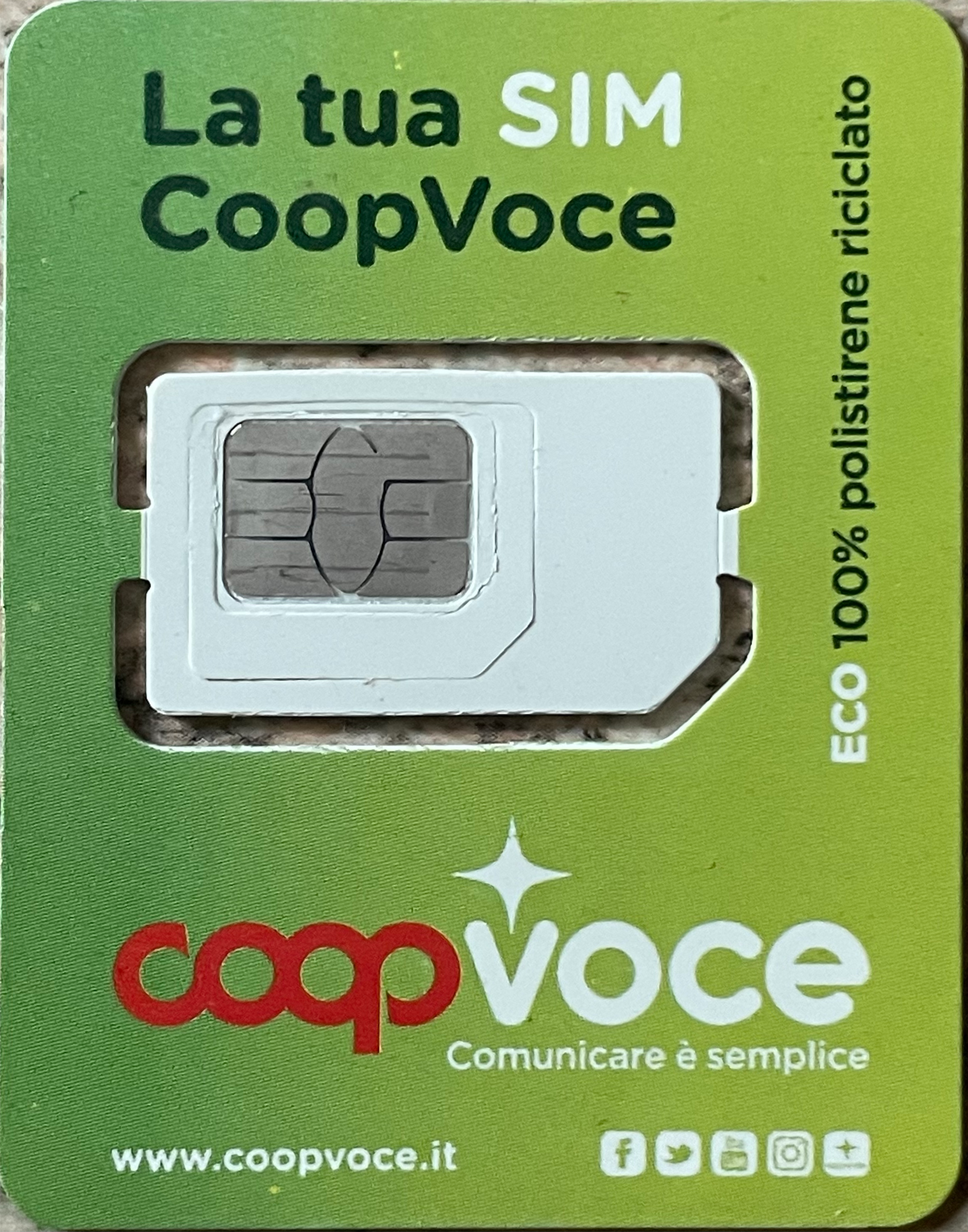
Scheda SIM CoopVoce

CoopVoce è un operatore virtuale di telefonia mobile italiano appartenente a Coop.
Sin dal suo lancio, avvenuto nel 2007, opera sulla rete di TIM. Dal 2024, si avvale anche della rete di Vodafone. Entro la fine del 2025 tutti i clienti verranno migrati sulla sola rete Vodafone.
Per le numerazioni delle sue SIM, utilizza la prima decade del decamigliaio 331 (vale a dire 331-1), la terza decade, del decamigliaio 370 (370-3) ed il prefisso 353-4.

## Storia
Operativo dal 1º giugno 2007 come ESP MVNO, dopo una fase sperimentale durata circa tre mesi, è nato dall'accordo tra la società Coop e TIM, del quale utilizza la rete GSM/UMTS/LTE per l'erogazione del servizio. È il primo MVNO lanciato in Italia.
Nel 2020 diventa Full MVNO.
Dal 3 marzo 2022 l'operatore rende disponibili le eSIM sia per i nuovi clienti che per i già clienti.
Viene annunciato il VoLTE per i primi tre mesi del 2023. Entrano in lista gli smartphone Oppo e i Google Pixel.
Ad ottobre 2024 stipula un accordo con Vodafone per l'estensione della copertura di rete mobile e per l'implementazione del 5G. Nel corso del 2025 i clienti CoopVoce vengono abilotati alla rete di Vodafone, con il passaggio definitivo e l'abbandono della rete di TIM previsti entro la fine dell'anno.

## Cooperative aderenti
- Grandi cooperative: Coop Alleanza 3.0, Coop Centro Italia, Coop Liguria, Coop Lombardia, Nova Coop, Unicoop Firenze, Unicoop Tirreno.
- Medie e piccole cooperative: Coop Casarsa, Coop Como Consumo, Coop Reno, Coop Unione Amiatina.
- Società controllate da cooperative: Ipercoop Tirreno, Distribuzione Lazio, Distribuzione Roma, Distribuzione Centro Sud, Campania distribuzione moderna.

Aderisce inoltre il SAIT (Consorzio delle cooperative di consumo trentine), attraverso cui il servizio è commercializzato in tutte le cooperative a esso aderenti.

## Loghi

Logo in uso dal 2007 al 2019
Logo in uso dal 2019

## Testimonial
- Luciana Littizzetto (2007/2008)
- AKA 7even (2022/2023)

## Clienti
A dicembre 2019, registra 1,5 milioni di clienti.
A fine 2020 1,7 milioni di clienti.
A ottobre 2022 1,9 milioni di clienti.
A giugno 2024 2,2 milioni di clienti.

## Riconoscimenti
L'operatore è stato riconosciuto al primo posto tra gli operatori virtuali nell'indagine Campioni del Servizio 2019/2020, replicando lo stesso risultato anche per l'indagine 2020/2021.